# Hå gamle præstegård
Hå gamle præstegård er en tidligere præstegård, som er lavet om til et moderne kunst- og kulturcenter. Præstegården på Hå ligger vest for Nærbø i Hå og stammer fra 1637. Præstegården ligger lige syd for mundingen af Hå-elven og kun nogle hundrede meter nord for Obrestad fyr.
I kunstcenteret findes et galleri med skiftende kunst- og kulturhistoriske udstillinger. I kælderen i jærhuset er der udstillet fund af rester efter en ca. 8.200 år gammel bosættelse i området. Langs kysten ligger der et stort gravfelt fra folkevandringstiden. I præstegården er der også cafeteria og salg af kunst.
I 1980-erne blev bygningerne restaurerede, og præstegården fik Fritt Ords Honnør-pris for arbejdet i 1989.

## Billeder
- Jærhuset
Foto: Jarle Vines
- Den gamle løa
Foto: Jarle Vines